# Скоморошенко, Пётр Петрович
Пётр Петро́вич Скоморо́шенко (1825—1888 ) — русский архитектор.

## Биография
Родился в 1825 году.
В 1868 году получил свидетельство ТСК МВД[прояснить], дающее право на производство работ по гражданскому и дорожному строительству. В 1879 году состоял архитектором Покровской общины в Москве. Отец архитектора Ф. П. Скоморошенко.
Скончался в 1888 году (14 июня или 14 июля). Похоронен на Ваганьковском кладбище (уч. 21). Часовня над могилой Скоморошенко выполнена кузнечной мастерской М. И. Лихушина. «На памятнике изображены чертёжные инструменты».

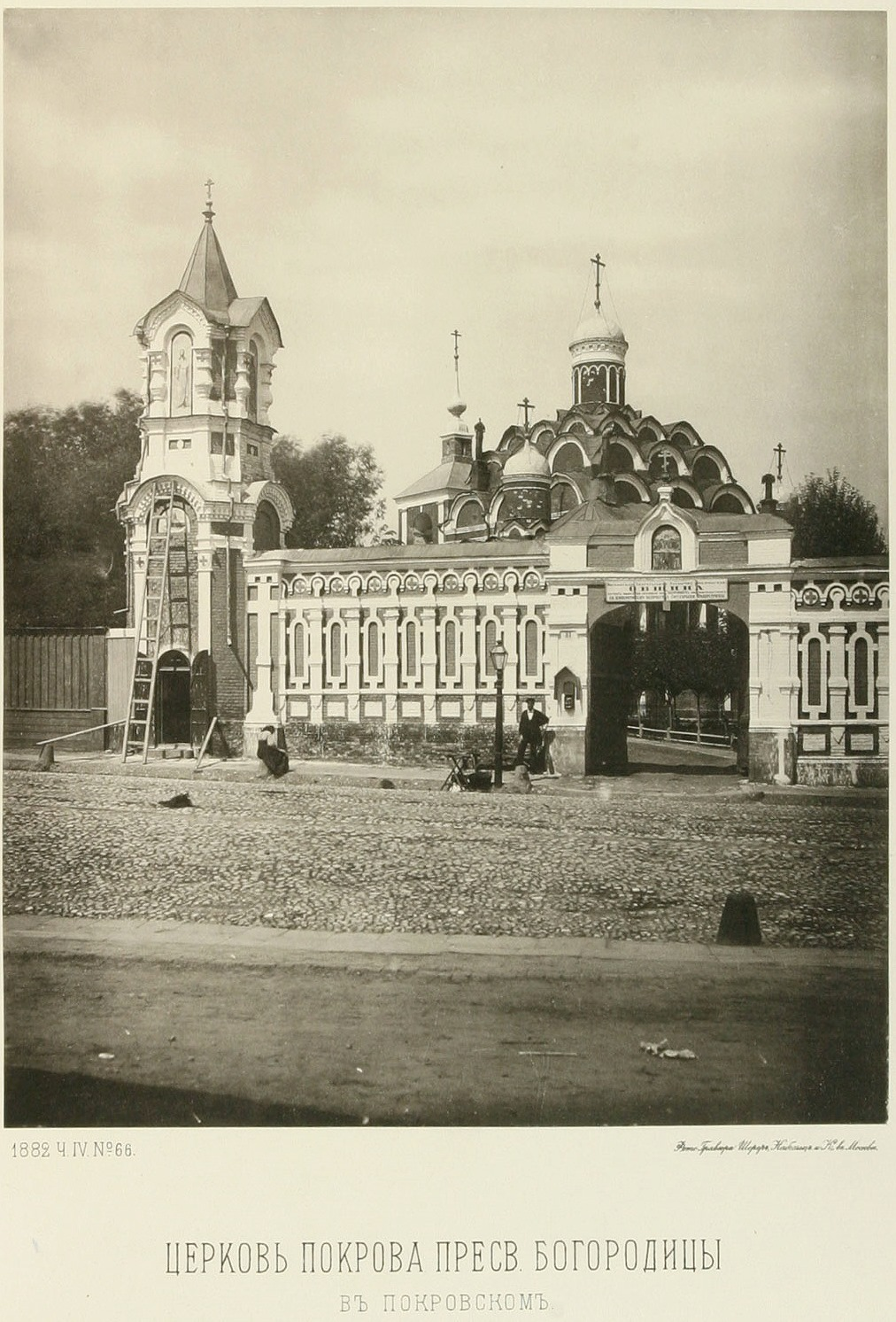
Ограда и ворота храма Покрова Пресвятой Богородицы в Рубцове

## Постройки
- Доходный дом (1874, Москва, Варсонофьевский переулок, 7);
- Троицкое подворье (1874, Москва, Улица Ильинка, 5/2);
- Перестройка церкви Святителей Московских при подворье Троице-Сергиевой лавры (1874—1875, Москва, Второй Троицкий переулок, 6А, стр. 9)[5];
- Доходный дом А. С. Шемякина (1876, Москва, Улица Петровка, 21), выявленный объект культурного наследия[6];
- Доходный дом (1877, Москва, Лубянский проезд, 7);
- Перестройка особняка Фонвизиных (1879, Москва, Рождественский бульвар, 12/8);
- Особняк (1879, Москва, Хомутовский тупик, 5), позднее перестроен;
- Ограда и часовня в башне при церкви Покрова Покровской общины сестер милосердия (1879, Москва, Бакунинская улица, южнее церкви), не сохранились[7];
- Перестройка доходного дома Хлудовых (1870-е, Москва, Улица Рождественка, 1/3/2);
- Банк Товарищества П. М. Рябушинского с С-ми (1880, Москва, Биржевая площадь, 1), перестроен Ф. О. Шехтелем[6].